# Lainshaw House

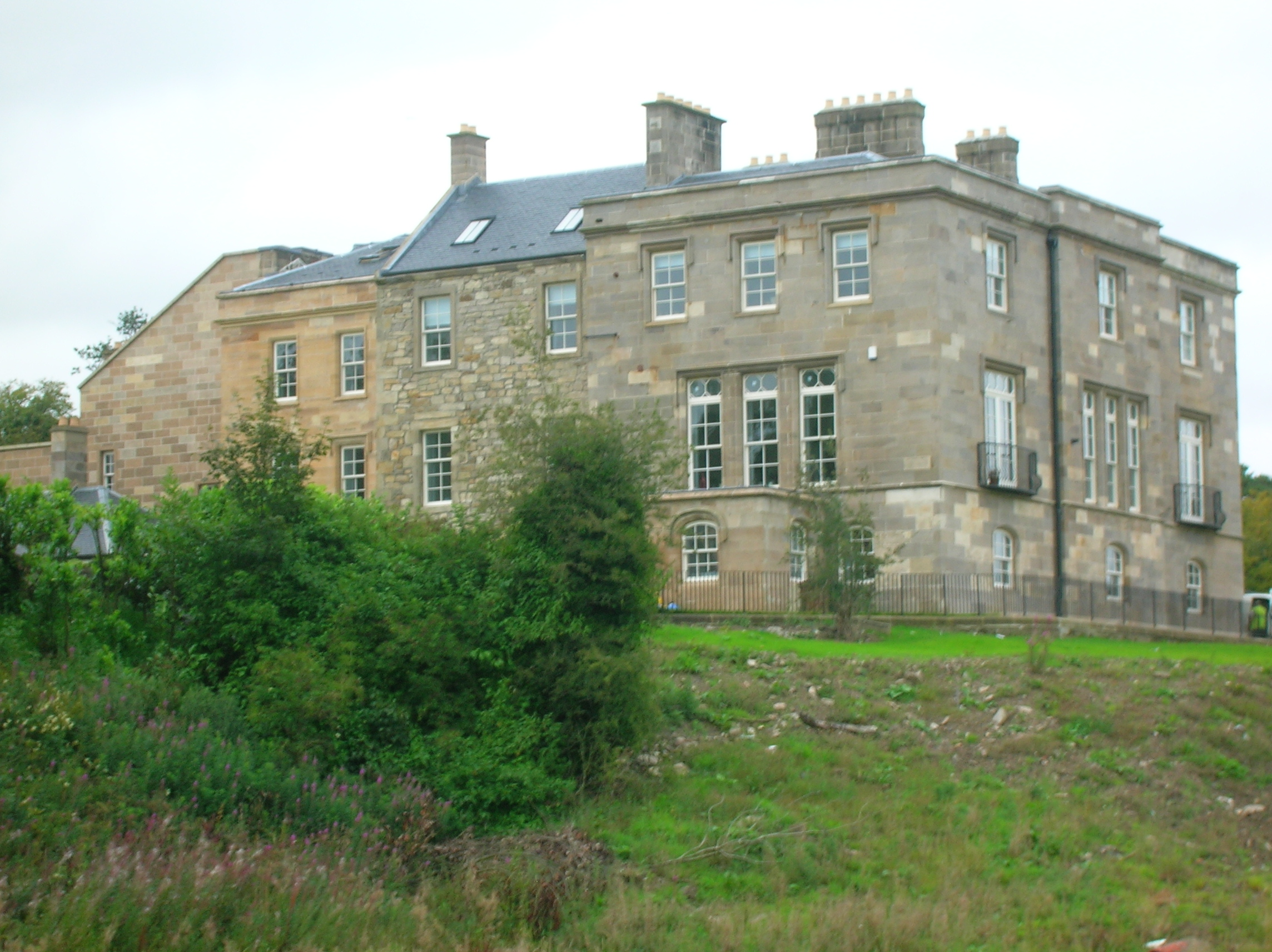
Das restaurierte Lainshaw House (2007) mit seinen unterschiedlichen Bauphasen

Lainshaw House ist ein Landhaus etwa 1,6 km südwestlich von Stewarton in der schottischen Council Area East Ayrshire. Das Haus über dem Annick Water beinhaltet Teile der Ruinen von Lainshaw Castle und Historic Scotland hat es als historisches Bauwerk der Kategorie B gelistet. Die zugehörigen ehemaligen Stallungen sind separat als Kategorie-B-Bauwerk eingestuft.

## Geschichte

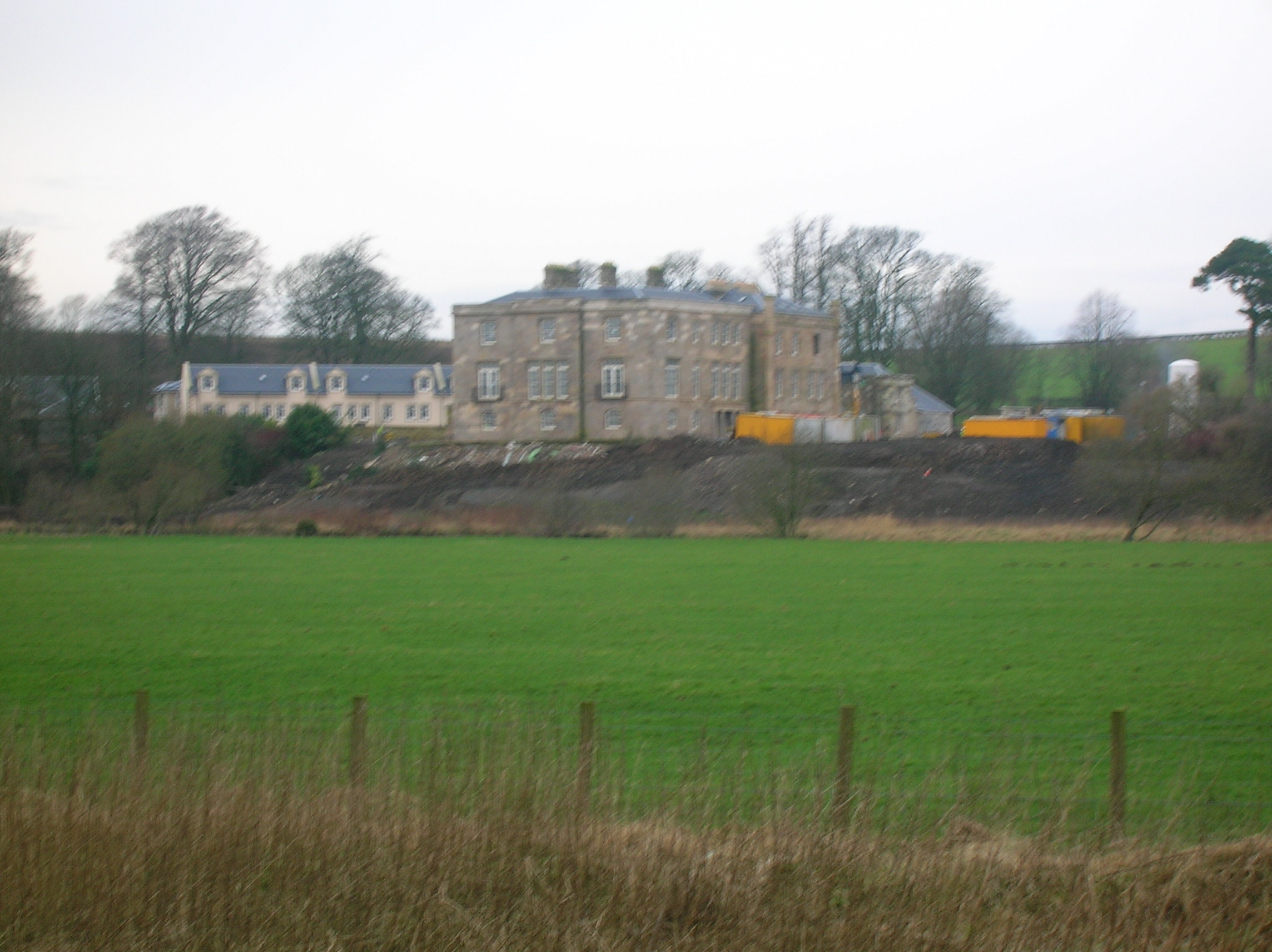
Blick auf das renovierte Lainshaw House von der Cunninghamhead Road aus (2007)

Das Anwesen gehörte zuerst dem Clan Stewart und dann dem Clan Montgomery. Der 10. Laird, Walter Montgomerie-Cunningham, verlor sein Vermögen im Amerikanischen Unabhängigkeitskrieg. William Cunninghame, einer der „Tabakkönige“, der sein Vermögen in den Jahren 1748–1762 in Amerika gemacht hatte, kaufte 1779 das Anwesen. Er baute das Anwesen weiter aus und gewährte den Montgomeries ein Rückkaufrecht für den Fall, dass ihm die Kosten des Ausbaus ersetzt würden. Die Montgomeries waren dazu aber nie im Stande. In dieser Zeit wurde ein Landhaus unter Einbeziehung der Burgruinen erbaut.
William Cunninghame war dreimal verheiratet und hatte insgesamt 14 Kinder. Er enterbte seine beiden ältesten Söhne, Thomas und Alexander, und so erbte sein dritter Sohn, William Cunninghame, das Anwesen nach dem Tod des Vaters 1799, lebte dort aber erst ab 1804. William Cunninghame war ein religiöser Exzentriker, was zu vielen Gerichtsprozessen führte. Auch veröffentlichte er eine Reihe exzentrischer Bücher, darunter eines gegen das Fluchen. Er heiratete nie, nachdem er gehört hatte, dass seine Jugendliebe sich in einer unakzeptabel schlechten Sprache geäußert hatte. Nach seinem Tod 1849 fiel das Anwesen an seinen Halbbruder, John Cunninghame aus Duchrae, dem wiederum 1864 sein Sohn, John William Herbert Cunninghame, ein Captain der 2nd Life Guards, nachfolgte. Dieser heiratete 1867 Emily, die älteste Tochter von Major George Graham.
Das Haus blieb in der Familie, bis es 1947 die Gemeindeverwaltung kaufte und es in ein Altersheim umwandelte. Später verfiel es, wurde aber renoviert in Eigentumswohnungen umgewandelt.